# Marihalli, Sidlaghatta
Marihalli là một làng thuộc tehsil Sidlaghatta, huyện Chikkaballapur, bang Karnataka, Ấn Độ.